# Julius Muller
Julius Eduard Muller (Paramaribo, 20 november 1846 - aldaar, 20 november 1902) was een Surinaams ambtenaar, ondernemer, politicus en amateurfotograaf.

## Privéleven
Julius Muller was de zoon van de stadsgeneesheer van Paramaribo, dr. Jan A. Muller en van Johanna le Sire de Rochemont. Hij had twee broers en een zus. Hij kreeg les van de Hollandse hoofdonderwijzer A. Brouwer. Het gezin bleef zonder inkomsten achter toen dr. Muller in 1862 overleed. Omdat er geen geld meer was voor een vervolgopleiding werd Julius in de leer gedaan bij de smederij van het Departement der Koloniale Vaartuigen.
In 1879 trouwde Muller met Margaret Ann Douglas (1854-1923). Het gezin had een pleegdochter. Rond het jaar 1900 behoorde het echtpaar Muller-Douglas tot de elite van de kolonie. Julius was lid van de Koloniale Staten en zette zich in voor de economische ontwikkeling van het land en Margaret Ann voor verbetering van de positie van de vrouw en de zorg voor hulpbehoevenden.
Muller overleed op 20 november 1902 ten gevolge van een hartverlamming. In het dagblad Suriname van 28 november 1902 verscheen een uitgebreide necrologie geschreven door de hoofdredacteur Harry Johan van Ommeren. Het artikel werd later opnieuw afgedrukt in de Surinaamsche Almanak voor het Jaar 1905.

## Ambtelijke loopbaan (1864 - 1880)
Bij de Departement Koloniale Vaartuigen leerde de jonge Muller het vak van machinist. In 1864 werd hij aangesteld als 3e machinist. In 1873 was hij opgeklommen tot 1e machinist.
Een huisvriend van zijn ouders, Johan Cateau van Rosevelt, hoofd van het Department Koloniale Vaartuigen, interesseerde Muller voor het vak van landmeter. Muller volgde de opleiding naast zijn werk en legde het examen met goed gevolg af in 1870.
Op 1 januari 1874 werd het metriek stelsel in de kolonie ingevoerd. Daarvoor was een goed functionerend ijkwezen noodzakelijk. Op 25 september 1873 werd Muller aangesteld tot ijker met als opdracht om voorstellen te doen voor de organisatie van het ijkwezen. Daarnaast bleef hij beheerder van de koloniale vaartuigen. In 1878, toen de overgang naar het metriek stelsel zo goed als voltooid was, werd hij benoemd tot hoofdmachinist bij het Departement Koloniale Vaartuigen. Hij bleef als waarnemer verbonden aan het ijkwezen maar de vergoeding die hij hiervoor ontving werd wel verlaagd.
Muller werd gevraagd om zitting te nemen in commissies die moesten adviseren over verschillende onderwerpen, zoals de kleine landbouw, de goudindustrie en de oprichting van een strafgevangenis. De waardering voor dit werk kwam tot uitdrukking met zijn benoeming tot officier bij de schutterij in Paramaribo.
Tijdens zijn ambtelijke loopbaan begon Muller te investeren in de snel groeiende goudwinning in Suriname. Hij kwam hierdoor in conflict met gouverneur C.A. van Sypesteyn. De gouverneur weigerde een pachtcontract te verlengen voor een goudconcessie van de onderneming waarin Muller een aandeel had. Muller beschuldigde daarop Van Sypesteyn dat hij - tegen de regels van het Regeringsreglement in - belangen had in een concurrerende onderneming.
De gouverneur liet daarop Muller krankzinnig verklaren. Om opname te voorkomen vertrok Muller in 1880 naar Nederland. Daar kreeg hij gehoor voor zijn verhaal bij de Tweede Kamer. Overtreding van het reglement door Van Sypesteyn werd niet bewezen geacht maar hij werd toch teruggeroepen naar Nederland. Een van zijn laatste besluiten was het ontslag van Muller uit alle openbare betrekkingen met verlies van zijn aanspraken op pensioen.

## Zakelijke activiteiten (1882 - 1902)

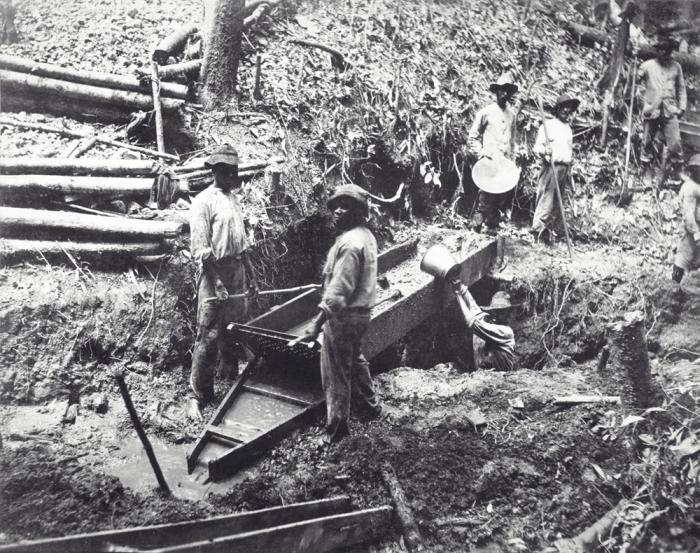
Goudwassers met een Long Tom op het terrein van de goudplacer L. & F. de Jong (tussen 1880 en 1900)

Muller keerde in 1882 terug naar Suriname. Tijdens zijn verblijf in Nederland had hij veel contacten gelegd met het bedrijfsleven. Muller was van mening dat Nederlands West-Indië volop mogelijkheden bood. Hij wees daarbij vooral op de producten die door de plantagelandbouw werden voortgebracht en op de exploitatie van bodemschatten.
In Nederland had hij met ondernemer P.N. Muller overleg gevoerd over de voordelen van een rechtstreekse lijndienst tussen Nederland en Suriname. Die gesprekken leidden tot de oprichting van de Koninklijke West-Indische Maildienst. Op 14 april 1884 kwam de Oranje Nassau, het eerste stoomschip van de Maildienst, in Paramaribo aan.
De lobby van Muller in Nederland leidde ook tot de oprichting van de West-Indische Exploitatie Maatschappij, waarvan Muller, eenmaal terug in Suriname, een aantal jaren directeur was. De maatschappij nam deel aan de Internationale Koloniale en Uitvoerhandel Tentoonstelling (Amsterdam) in 1883 op het evenemententerrein achter het Rijksmuseum. Muller speelde ook een belangrijke rol in de transitie van koffie naar suiker op de plantage Mariënburg, die eigendom was van de Nederlandsche Handel-Maatschappij. De West-Indische Exploitatie Maatschappij werd geen succes en is na enkele jaren geliquideerd.
Muller was aandeelhouder van de Goud Exploitatie Onderneming Gebr. L. en J. de Jong. Zij exploiteerden de goudplacer in het Lawagebied, het onderwerp van het geschil met gouverneur Van Sypesteyn. Na zijn terugkeer in Suriname werd Muller aangesteld tot directeur van de vennootschap. De foto's die Muller maakte van de goudwinning tonen de voortgaande mechanisatie van het winningsproces.
In 1888 sloot de Nederlandsche Handel-Maatschappij een vijfjarig contract met Muller over de exploitatie van twee goudconcessies aan de Sarakreek. Aan Surinaamse zijde waren er meerdere gegadigden voor dit contract, maar de Handelmaatschappij gaf de voorkeur aan Muller, vanwege zijn kennis, betrouwbaarheid en eerlijkheid. De opbrengsten van de goudplacer van de Nederlandsche Handel-Maatschappij vielen tegen en brachten Muller in ernstige financiële problemen.
Samen met enkele andere ondernemers ijverde Muller voor de aanleg van de Landsspoorweg van Paramaribo naar Benzdorp om de goudwinning in het Lawagebied in het zuidoosten van Suriname te stimuleren. In 1902 besloot ir. Cornelis Lely, destijds gouverneur van Suriname, dat de spoorweg door de overheid zou worden aangelegd. In 1903 werd begonnen met de aanleg van de 350 kilometer lange spoorlijn maar vanwege tegenvallende goudvondsten is slechts het gedeelte tot aan de Sarakreek aangelegd.

## Politicus (1888 - 1902)
In 1888 wordt Muller gekozen tot lid van de Koloniale Staten. Zijn politieke bijdrage werd gekenmerkt door zijn streven naar verbetering van de economische ontwikkeling van Suriname. Dit streven liep vaak parallel met zijn zakelijke interesses en de belangen van de maatschappelijke bovenlaag van de bevolking van de kolonie waartoe hij zelf behoorde.
Tijdens zijn verblijf in Nederland had Muller artikelen geschreven voor het dagblad Het Vaderland. Terug in Suriname stelde de krant hem aan als correspondent. Muller schreef voor het blad De West-Indiër, werd daarvan redacteur en enige tijd later directeur. Hij ontpopte zich in de jaren 1885-1887 als een criticus van het beleid van de gouverneur H.J. Smidt.
Ondanks de tegenwerking van de regeringsgezinde pers en van burgers die het beleid van het gouvernement steunden, lukt het hem om in 1888 gekozen te worden tot lid van de Koloniale Staten, een positie die hij tot het einde van zijn leven zou bekleden.
Met de opvolger van Smidt, gouverneur M.A. de Savornin Lohman vocht Muller een conflict uit over de aanpak van de gouverneur inzake de zogenaamde Para-kwestie.
Creoolse boeren in het district Para weigerden om een in 1886 verhoogde hoofdelijke belasting te betalen. De Savornin Loman ondernam op eigen gezag verschillende acties, waaronder het sturen van een detachement van veertig militairen en tien gewapende politiemannen, maar de expeditie liep uit op een mislukking. Muller diende in de Koloniale Staten een motie in waarin de gouverneur werd gevraagd om de Staten te informeren over de voortgang. De Savornin Loman weigerde om inlichtingen te verstrekken. De kwestie groeide uit tot een sociaal en politiek conflict dat twee jaar voortduurde en waarbij Muller De West-Indiër als platform gebruikte voor aanvallen op de gouverneur. De Savornin Lohman werd uiteindelijk in 1891 teruggeroepen naar Nederland.
Muller had gedurende zijn lidmaatschap van de Staten zitting in verschillende commissies en kaartte zaken aan die voor de economische ontwikkeling van de kolonie van belang waren. Samen met onderwijsinspecteur Herman Benjamins ijverde Muller in 1888 om het grensgeschil met Frankrijk over het goudhoudende Lawa-gebied op te lossen. Tsaar Alexander III van Rusland werd gevraagd om te bemiddelen. Die bemiddeling viel gunstig uit voor de kolonie, het betwiste gebied werd toegewezen aan Suriname.
In 1873 kwam het eerste schip met Brits-Indische Hindoestanen aan in Suriname. Om de woon- en werkomstandigheden van de contractarbeiders te verbeteren besloot het gouvernement om een Agent-generaal voor de Immigratie aan te stellen. Benoemd werd Cateau van Rosevelt. Muller, die Cateau van Rosevelt al van jongs af aan kende, stimuleerde de oprichting van een zogenaamde 'koelieschool'.
In de kolonisatiecommissie van de Koloniale Staten, die in 1892 was opgericht, hield Muller zich bezit met het opstellen van voorwaarden voor de vestiging van een nieuwe groep immigranten, de boerenkolonisten (Boeroes) uit Nederland. Tussen 1845 en 1853 hadden 50 boerenfamilies zich met hulp van het gouvernement gevestigd bij de plantage Voorzorg aan de Saramacca. De vestiging was uitgelopen op een mislukking, onder meer veroorzaakt door de slechte hygiënische omstandigheden waardoor buiktyfus was uitgebroken. Hierdoor stierven 189 immigranten binnen zes maanden na hun aankomst in Suriname. Een aantal boerenfamilies besloot om opnieuw te beginnen in de omgeving van Paramaribo. Muller fotografeerde 50 jaar later enkele families die daar tot relatieve welstand waren gekomen. Een tiental foto's werd als bijlage opgenomen in het rapport. De geschiedenis van de eerste boeren-kolonisten werd door Muller en Hoekstra vastgelegd in de brochure Het 50-jarig jubilé der boeren in Suriname, 1845-1895.
Koningin Wilhelmina benoemde Muller in 1898, het jaar van haar inhuldiging, tot officier in de Orde van Oranje-Nassau.
Een maand voor zijn dood schreef Muller een artikel over de Duitse militair en pionier August Kappler. Kappler werd door Muller bewonderd omdat hij het stadje Albina had gesticht en het gebied aan de Marowijne rond Albina tot ontwikkeling had gebracht.

## Amateurfotograaf
Muller was een amateurfotograaf. Hij maakte foto’s van onderwerpen waar hij beroepshalve mee te maken had of die hij als Statenlid belangrijk vond. Hij heeft foto’s gemaakt van plantages, van de goudwinning, van boerenkolonisten en andere immigranten en stadsgezichten van Paramaribo.
Muller maakte gebruik van de droge gelatineglasplaten en albuminepapier, de meest gangbare fotomaterialen rond 1880. Er zijn geen negatieven van zijn foto’s bekend. Zijn eerste foto stamt uit 1883. De door Muller gebruikte apparatuur is waarschijnlijk aangeschaft tijdens de periode dat hij in Nederland verbleef. Hij is nooit overgestapt naar nieuwere fototechnieken.
In januari 1895 organiseerde Muller een 'Photogrammen'-tentoonstelling in een gebouw aan de Gravenstraat in Paramaribo. Er werden 300 foto’s getoond over uiteenlopende onderwerpen. Na afloop van de tentoonstelling schonk Muller de foto’s aan het Koloniaal Museum in Haarlem onder voorwaarde dat daarmee een rondreis gemaakt zou worden om het Nederlandse publiek kennis te laten maken met Suriname.
Na de opheffing van het Koloniaal Museum in 1915 zijn de foto’s bewaard in het Tropenmuseum in Amsterdam. Ter gelegenheid van het vijftigjarig bestaan van het Surinaams Museum in Paramaribo in 1997 werd de tentoonstelling ‘Julius Muller, Suriname 100 jaar geleden’ georganiseerd. Op deze tentoonstelling werd een deel van de foto’s uit de tentoonstelling van 1895 opnieuw geëxposeerd en er werd een boek gepubliceerd met 50 foto’s en een uitgebreide inleiding over het leven en het werk van Muller.

## Foto’s van Julius Muller in Nederlandse collecties
De fotocollectie van het Tropenmuseum (Nationaal Museum van Wereldculturen) bevat 300 albumineafdrukken, inclusief een aantal doublures. De collectie is opgebouwd uit:
- De 143 overgebleven albumineafdrukken van de photogrammen-tentoonstelling.
- Losse foto’s die door particulieren aan het museum zijn geschonken.
- Een serie van drie albums getiteld Album van Suriname. Het betreft fotoalbums met houten kaft met in totaal 179 albumineafdrukken. De laatst gedateerde foto is uit 1899. De albums werden door het Tropenmuseum aangekocht in 1962, na een tentoonstelling in het Maritiem Museum Prins Hendrik in Rotterdam.

De UB Leiden bezit een album, afkomstig van het Koninklijk Instituut voor Taal-, Land- en Volkenkunde, met houten kaft en 76 albumineafdrukken. Een deel van de foto’s in dit album is ook opgenomen in de driedelige serie van het Tropenmuseum. Bijzonder aan dit album is de opdracht voorin: ‘Aan de Weledelgeboren Heer J.F. Cateau van Rosevelt wordt dit album aangeboden als bewijs van hoogachting en erkentelijkheid’. De opdracht is ondertekend met ‘zijn dienaar en vriend Julius E. Muller, Paramaribo 7 september 1885’.
De collectie van het Rijksmuseum bevat 143 foto’s. De foto’s zijn onder meer afkomstig uit:
- Album van Suriname geschonken door C. en H.J. Douglas aan dr. Jan Willem van Rijn, officier van gezondheid in het Militair Hospitaal te Paramaribo.
- Fotoalbum van Suriname 1906-1913 Souvenir de Voyage, deel 3. In beide albums zijn ook foto’s van andere Surinaamse fotografen opgenomen.

## Fotogalerij (selectie)

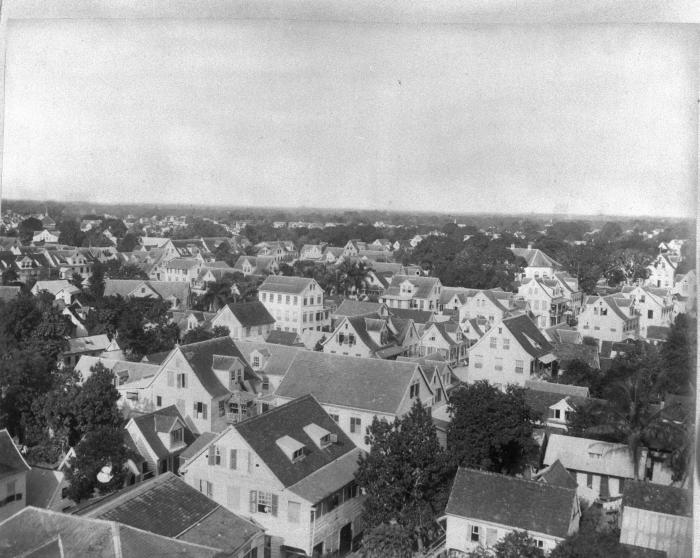
Paramaribo in vogelvlucht (tussen 1880 en 1900)
Opening van de Koloniale Staten in 1884
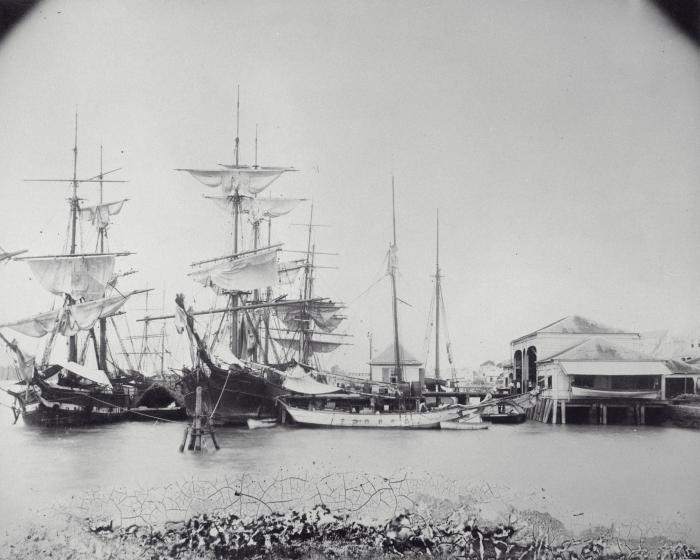
Handelsschepen afgemeerd aan de grote steiger aan de Waterkant in Paramaribo (tussen 1875 en 1885)
Ceremonie bij het leggen van de eerste steen voor het pakhuis van de Koninklijke West-Indische Maildienst aan de Waterkant (ca. 1885)
Suikerplantage Mariënburg (ca. 1885)
Immigranten worden bij aankomst aan boord geïnspecteerd (ca. 1885)
Een zondagmorgen in Paramaribo bij de agent-generaal van de immigratie van contractarbeiders, J.F.A. Cateau van Rosevelt, bij wie de immigranten hun spaargeld in bewaring geven (voor 1885)
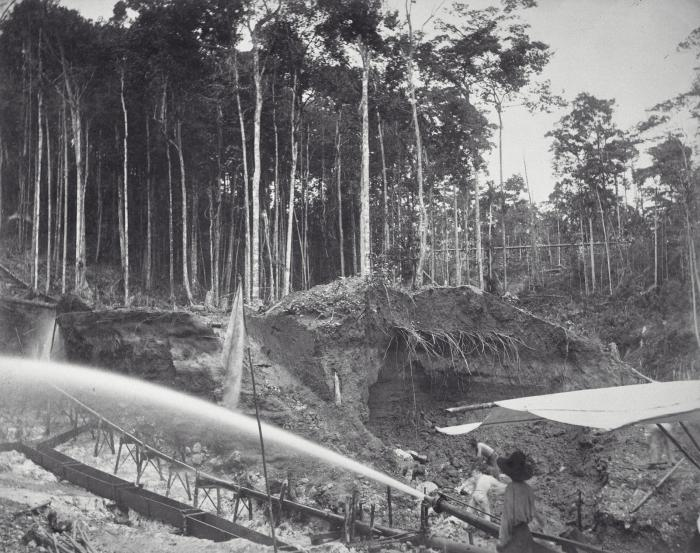
Hydraulische ontginning op het terrein van goudplacer L. & F. de Jong (tussen 1880 en 1900)
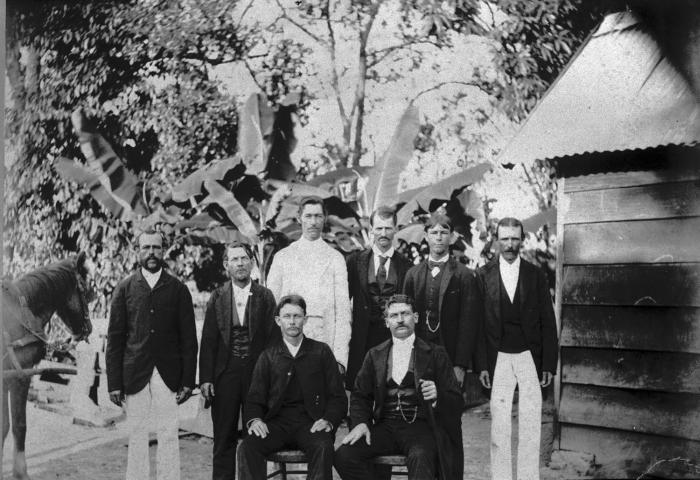
Hollandse boerenkolonisten van 1845, de tweede generatie (ca. 1890)

- Bibliothèque nationale de France: cb15033781z (data)
- Biografisch Portaal: 86469414
- Digitale Bibliotheek voor de Nederlandse Letteren: mull037
- Stuttgart Database of Scientific Illustrators 1450–1950: 12339
- Gemeinsame Normdatei: 119518198
- International Standard Name Identifier: 0000 0000 4795 9324
- Library of Congress Control Number: nb98026748
- Nederlandse Thesaurus van Auteursnamen: 074755579
- RKD-Nederlands Instituut voor Kunstgeschiedenis: 283602
- Système universitaire de documentation: 146052161
- Virtual International Authority File: 7668346
- WorldCat: E39PBJpYB3KRxycRF6vDdpdYT3